# Marie-Louise Carven
Carmen de Tommaso
Marie-Louise Carven-Grog,, connue également sous son nom de naissance Marie-Louise Carmen de Tommaso, née le 31 août 1909 à Châtellerault dans la Vienne et morte le 8 juin 2015, est une couturière française et fondatrice de la Maison Carven. Elle est Juste parmi les nations depuis 2000 et promue commandeur de la Légion d'honneur en 2009.

## Biographie

### Famille
Fille d'André de Tommaso et de Louise Piérard, elle a deux frères :  René et  Guy et une sœur : Lola. Seul Guy investi à ses côtés au sein de sa maison de couture a une fille. N'ayant pas eu d'enfant, elle laisse comme unique lignée de sang sa nièce Françoise de Tommaso et sa petite-nièce Sophie Grinfeld de Tommaso et son petit-neveu Julien Grinfeld.
Elle épouse Philippe Mallet (frère de Robert Mallet-Stevens), puis veuve, elle se marie à René Grog (1896-1981) industriel suisse, vice-président de Agfa-Gevaert France.

### Carrière dans la mode
Carmen de Tommaso étudie l'architecture et le design d'intérieur à l'École des beaux-arts de Paris puis se dirige vers la mode car, de petite taille (elle mesure 1,55 m), elle a du mal à s'habiller.
Elle fonde un premier établissement en 1941 dans le quartier de l'Opéra à Paris, au 20 rue des Pyramides. Elle emploie alors comme apiéceur Henri Bricanier, juif roumain naturalisé français. En 1943, la famille Bricanier est prévenue de leur arrestation à venir; Marie-Louise, sa mère, sa tante et un oncle cache M. Bricanier, son épouse et leurs trois enfants jusqu'à la libération en août 1944. En août 2000, elle est reconnue comme Juste parmi les nations,.
Après avoir pris le pseudonyme de Mme Carven (né de la contraction de son prénom et du nom de sa tante, Mme Boyriven, qui l'emmenait plus jeune visiter les maisons de haute couture parisiennes), elle fonde en 1945 la maison de haute couture qui porte son nom, la même année que Pierre Balmain. La consécration vient rapidement ; en 1949, Jacqueline François chante « Les robes de chez Carven » dans la chanson Mademoiselle de Paris. Avec la corsetière Marie-Rose Lebigot, elle invente le balconnet (1950).
Elle aura comme clientes des actrices comme Martine Carol, Leslie Caron ou Michèle Morgan ou bien encore la chanteuse Édith Piaf. Elle réalise également la robe de mariée de Mme Valéry Giscard d'Estaing.
Elle est parmi les premières à présenter ses collections à l'étranger (Brésil, Portugal, Égypte, Iran) et introduit dans ses créations des motifs ethniques (boubous africains, batiks indonésiens, broderies de raphia et de coton, motifs orientaux).
Ses robes connaissent également un grand succès auprès des femmes japonaises, souvent de petite taille, car elle sait leur donner les centimètres qui leur manquent. Elle mérite bien son surnom de « plus petite d'entre les grands couturiers » donné par le journaliste Lucien François.
Didier Grumbach souligne qu'« elle a été la première à oser faire du prêt-à porter, elle était révolutionnaire »[réf. nécessaire].

#### Costumière
Outre les collections de haute couture et de prêt-à-porter qu'elle dessine pour sa marque, elle participe à l'élaboration de costumes pour des films et quelques épisodes de séries:
- 1942 : Coïncidences
- 1948 : Les Chaussons Rouges
- 1949 : Rendez-vous de Juillet
- 1949 : L'héroïque Monsieur Boniface
- 1949 : Aux deux colombes
- 1951 : Édouard et Caroline
- 1951 : Gibier de Potence
- 1952 : La Fête à Henriette
- 1952 : Foreign Intrigue (en) (1951-1955)
Saison 2, Épisode 12 Gold
- 1953 : Jeunes Mariés (1953)
- 1953 : Le Guérisseur
- 1954 : Soirs de Paris
- 1955 : Les Diaboliques
- 1956 : Mémoires d'un Flic
- 1960 : Perry Mason (1957-1966)
Saison 3, Épisode 15 The Case of the Gallant Grafter

### Collectionneuse
Mme Carven et René Grog, grands collectionneurs, rassemblent en une trentaine d'années après la guerre une vaste collection d'objets français du XVIIIe siècle,. En 1973, Mme Carven et son époux, décident de céder une partie de leur collection d'objets, de peintures et de porcelaines de Chine au musée du Louvre et au musée Guimet sous réserve d'usufruit. Veuve en 1981, elle abandonne l'usufruit d'une partie de la collection en 1989 qui rejoindra les fonds du musée du Louvre. Donation pour laquelle elle reçoit les « distinctions de grand mécène et de grand donateur du ministère de la culture ». À cette occasion, Renaud Donnedieu de Vabres dit de Carmen de Tommaso qu'« elle a largement contribué à imposer l’élégance française comme une référence internationale ». Outre des marqueteries Boulle, Levasseur, etc., la collection compte également des tapisseries, bronzes et peintures, en particulier des œuvres flamandes et hollandaises datant du XVe au XVIIe siècle, dont une Vierge en majesté du maitre au feuillage en broderie ainsi qu'une variante du Collecteur d'Impôts de Marinus van Reymerswaele.
Continuant les donations dans les années 90, elle constitue la plus grande donation dont le musée ait bénéficié jusqu'alors. Le musée du Louvre ouvre une salle Grog-Carven en 1997.

### Retraite et fin de vie
Elle prend sa retraite en 1993 a 84 ans, et est nommée chevalier de la Légion d'honneur en octobre 1995 par le ministre de la Culture Philippe Douste-Blazy. Elle reprend néanmoins par amitié les ciseaux en 1997, à l'occasion du bal des débutantes, afin de confectionner la robe de Fawzia Latifa Fouad, petite fille du roi Farouk.
En 1999, elle fonde sous loi de 1901 l'association René-Grog — Marie-Louise-Carven, qui crée notamment la bourse Grog-Carven, destinée à des étudiants en écoles de mode et à des élèves de l'École du Louvre spécialisés en histoire des arts décoratifs.
En 2001, elle lègue ses archives au musée Galliera. Elle lègue au château de Chantilly les deux kangourous qu'elle gardait en liberté dans son domaine à proximité.
Elle est promue commandeur de la Légion d'honneur,, en 2009 et reçoit la cravate de l'ordre en novembre 2010 lors d'une cérémonie présidée par le ministre de la Culture rassemblant Paco Rabanne et la journaliste de mode Claude Brouet.
Elle meurt 8 juin 2015, à 105 ans, dans le 16e arrondissement de Paris. Elle est enterrée au Père Lachaise auprès de René Grog.

## Distinctions
- Commandeur de la Légion d'honneur (2009)
- Officier de l'ordre des Arts et des Lettres[Quand ?]
- Juste parmi les nations (2000)

### Filmographie
- [vidéo] Entretien avec Madame Carven, styliste de haute couture, documentaire réalisé par Fernando Malverde, FR3-Île-de-France, Vanves, 1994, 20'

### Collections
- Fond Carven-Grog du musée du Louvre : Musée du Louvre